# Tun Abdul Majid di Pahang
Tun Abdul Majid ibni Tun Abbas (1718 – Pekan, 1802) è stato il 19° bendahara (gran visir) del sultanato di Johor e primo raja bendahara di Pahang, regione del sultanato di cui fu de facto signore a causa del declino dello Stato centrale cominciato alla fine del XVIII secolo, dal 1770 al 1802.

## Bendahara in Pahang
Poco si sa circa la storia del Pahang del XVIII secolo, tranne che faceva parte del sultanato di Johor e che era il centro del potere del bendahara dell'impero.
Nella guerra contro il pretendente del Siak, Raja Kecil, i capi del Pahang sostennero il sultano Abdul Jalil Shah IV. Gli alleati del popolo bugis contribuirono a restaurare la dinastia Bendahara e cominciarono a dominare la politica nazionale poco dopo la sconfitta di Raja Kecil. Nella seconda metà del secolo, il bendahara a Pahang si stancò della eccessiva influenza degli alleati e inviò una petizione sia agli olandesi e che agli inglesi per chiedere aiuto nel scacciarli da Riau.
Nello stesso secolo, il Pahang divenne la provincia speciale dei bendahara. Il primo di questi a governarlo effettivamente fu Tun Abdul Majid che ricevette il titolo nel 1770 circa. La fedeltà del bendahara al sultano tuttavia si mantenne, anche se si indebolì nel tempo.
Il sovrano, come più anziano dei capi, ebbe il privilegio di investire i sultani ed egli stesso veniva investito direttamente dai sovrani. Il bendahara divenne il rappresentante pienamente accreditato del sovrano nel Pahang e di fatto assunse a sé tutte le prerogative del sultano.

## Trattato con gli olandesi e la pace a Riau
Il 12 dicembre 1757 Tun Abdul Majid per conto del sultano Mahmud Shah III firmò un trattato con cui consegnava Rembau e Linggi agli olandesi, in cambio della loro assistenza contro la fazione bugis.
Dopo che gli olandesi espulsero i bugis da Riau nel 1784, l'isola venne occupata da Tengku Muda come Yamtuan Muda. Quando gli inglesi revocarono l'espulsione dei bugis, Raja Ali tornò a reclamare la sua posizione di Yamtuan Muda. Tengku Muda ribatté bloccando Riau nel maggio del 1801. Tun Abdul Majid che fu convocato dal Pahang per procedere alla liquidazione dei nemici, in un primo momento non fece nulla. Tuttavia nel febbraio del 1802, riuscì a convincere i capi in lotta a recarsi a Lingga dove Mahmud Shah III riportò la pace tra malesi e bugis. Nel dicembre 1804 Mahmud Shah III investì a Pulau Penyengat Raja Ali come Yamtuan Muda.

## Assassinio di Tun Abdul Mutalib
Tun Abdul Majid aveva quattro figli: Tun Abdul Mutalib che risiedeva a Pekan Sebrang, Tun Muhammad che risiedeva a Chenor, Tun Koris che risiedeva con la madre bugis a Endau e Deh (o Da) che risiedeva a Pedah.
In un'occasione formale, quando il figlio maggiore del bendahara era in visita a Riau, il sultano mostrò un favore speciale a Tun Abdul Mutalib invitandolo ad essere suo ospite a tavola. L'usanza era che il figlio del bendahara a cui il sultano riservava questo onore era tacitamente riconosciuto come bendahara designato (Bendahara Muda). Allo stesso modo, un figlio di temenggong così onorato era ritenuto successore del padre. Il temenggong Abdul Jamal, i cui due figli erano presenti ma non avevano ricevuto tale invito, divenne geloso del nipote e meditò vendetta.
Qualche tempo dopo, mentre il sultano, accompagnato dal temenggong, era in visita nel Pahang, Abdul Jamal una notte, si introdusse nella residenza del bendahara e si nascose dietro una porta. Quando vide Abdul Mutalib passare, lo pugnalò a morte. L'assassino fuggì poi a Padang Buloh. Partì immediatamente una squadra di ricerca che lo catturò e lo consegnò ad Abdul Majid.
Tun Koris tentò di uccidere Abdul Jamal ma venne trattenuto dal padre che affermava che il temenggong era un parente e un pazzo. Il sultano ordinò che l'assassino dovesse essere rimandato a Riau. Giunto nella capitale, il folle temenggong decise di suicidarsi gettando una torcia accesa nella polveriera della stiva della nave. Lui e i suoi due figli rimasero uccisi nell'esplosione che seguì.

## Successione
Nel frattempo, quando la notizia dell'omicidio di suo fratello lo ha raggiunse, il secondogenito Tun Muhammad si affrettò a raggiungere Pekan da Chenor con quaranta lancieri. A Pekan apprese che la barca di Abdul Jamal era già partita per Riau. Nonostante il tentativo del padre di trattenerlo decise di seguire il temenggong. Giunse a Riau quando il demente Abdul Jamal era già morto. Tun Muhammad si stabilì a Riau e quando Abdul Majid morì a Pekan nel 1802, il sultano lo nominò nuovo bendahara.

## Polemica sulla sua ascendenza
Ci fu una polemica su chi tra il temenggong Tun Mutahir e il bendahara Abbas, entrambi figli di Abdul Jalil Shah IV, fosse il padre di Tun Abdul Majid dai quale i sultani di Pahang discendono. Uno scrittore, l'autore del Hikayat Negeri Pahang, scelse la via più facile quando scrisse di Abdul Majid non menzionando i suoi principali antenati. Basti dire che sulla base delle prove attualmente disponibili, è probabile che il padre di Abdul Majid fosse Tun Abbas, il 18° bendahara del sultanato di Johor.